# Erziehungsrecht
Unter dem Begriff Erziehungsrecht werden rechtliche Regelungen zusammengefasst, die die Erziehung und alltägliche Pflege und Versorgung (in Österreich: Obsorge) von Minderjährigen berühren.
In einem engeren Sinne versteht man unter Erziehungsrecht zunächst das Recht von Eltern, ihre Kinder zu versorgen und zu erziehen. Im deutschen Recht korrespondiert damit ein gleichgeordneter staatlicher Erziehungsauftrag, der auch ein Wächteramt über die Einhaltung der Elternpflichten beinhaltet.

## Bundesrepublik Deutschland

### Erziehungsrecht und Erziehungspflicht
Das Erziehungsrecht, aber auch die Erziehungspflicht der Eltern für ihre Kinder ist in Deutschland in Art. 6 Abs. 2 Grundgesetz festgeschrieben: Pflege und Erziehung der Kinder sind das natürliche Recht der Eltern und die zuvörderst ihnen obliegende Pflicht. Über ihre Betätigung wacht die staatliche Gemeinschaft.
Eltern, die sich dieser Verantwortung entziehen, können sich gegenüber staatlichen Eingriffen zum Wohle des Kindes nicht auf das Elternrecht berufen. Bei eklatanten Verstößen, beispielsweise bei Verwahrlosung oder körperlicher Züchtigung, kann den Eltern das Erziehungsrecht entzogen und etwa Fürsorgeeinrichtungen übertragen werden. Das Wächteramt des Staates (Art. 6 Abs. 2 Satz 2 GG) beruht in erster Linie auf dem Schutzbedürfnis des Kindes, dem als Grundrechtsträger eigene Menschenwürde und ein eigenes Recht auf Entfaltung seiner Persönlichkeit zukommt.
Überforderten Eltern stellt der Gesetzgeber gewisse staatliche Hilfen zur Verfügung: So bietet das Jugendhilferecht von 1990 im SGB VIII (Kinder- und Jugendhilfe (KJHG)) den Sorgeberechtigten in der Regel (freiwillige) Leistungen als Rechtsanspruch an. Das sind die Hilfen zur Erziehung gemäß der §§ 27 bis 41 SGB VIII.
Der staatliche Erziehungsauftrag geht aus Artikel 7 (1) GG hervor, der das Schulwesen unter die Aufsicht des Staates stellt. Der staatliche Erziehungsauftrag in der Schule ist dem elterlichen Erziehungsrecht nicht nach-, sondern gleichgeordnet. Weder dem Elternrecht noch dem Erziehungsauftrag des Staates kommt ein absoluter Vorrang zu. Die gesetzliche Schulpflicht dient dem Ziel der Durchsetzung dieses staatlichen Erziehungsauftrags (BVerfG, Kammerbeschluss vom 29. April 2003 – 1 BvR 436/03 – DVBl 2003, 999). Dabei beschränkt sich der Auftrag des Staates, den Art. 7 Abs. 1 GG voraussetzt, nicht auf die Vermittlung von Wissensstoff, sondern hat auch zum Inhalt, das einzelne Kind zu einem selbstverantwortlichen Mitglied der Gesellschaft heranzubilden (BVerfG, Urteil vom 6. Dezember 1972 – 1 BvR 230/70 u. a. – BVerfGE 34, 165 <183>; Beschlüsse vom 21. Dezember 1977 – 1 BvL 1/75 u. a. – BVerfGE 47, 46 <71 f.> und vom 16. Mai 1995 – 1 BvR 1087/91 – BVerfGE 93, 1 <21>).
Im Juli 2000 wurde vom deutschen Bundestag das Gesetz zur Ächtung von Gewalt in der Erziehung verabschiedet. (Siehe hierzu auch: Körperstrafe im heutigen Familienrecht.)

### Verletzung erzieherischer Pflichten
Das Recht auf Erziehung ist im Gegenzug mit Pflichten verbunden. Heranwachsende haben ein Recht auf Unversehrtheit und eine angemessene körperliche, geistige und seelische Entwicklung. Verletzungen der Fürsorge- und Erziehungspflichten gegenüber den Schutzbefohlenen sind nach deutschem Strafrecht ein Vergehen, das nach § 171 StGB mit einer Freiheitsstrafe bis zu drei Jahren oder einer Geldstrafe sanktioniert werden kann. Die gesonderte Schutzpflicht gilt bis zum 16. Lebensjahr.
Als schwerwiegende Tatbestände gelten nach dem Strafrecht das Abgleiten des Schutzbefohlenen in einen kriminellen Lebenswandel (Prostitution etc.), seine körperliche Misshandlung oder Verwahrlosung bzw. schwerwiegende Eingriffe in seine Entwicklung wie das Anleiten zum Betteln oder das Verhindern des regelmäßigen Schulbesuchs.
Im Zivilrecht genießen Minderjährige einen umfassenden Schutz. Nach § 828 BGB ist ihre deliktische Haftung abhängig vom jeweiligen Lebensalter eingeschränkt. Bei einer Verletzung der Aufsichtspflicht haftet nicht der Minderjährige für einen von ihm widerrechtlich verursachten Schaden, sondern unter bestimmten Voraussetzungen der Aufsichtspflichtige (Eltern haften für ihre Kinder, § 832 BGB).

### Kooperation von Schule und Erziehungsberechtigten
Die bisweilen konfliktträchtige Zusammenarbeit von Schule und Erziehungsberechtigten ist in den Schulgesetzen der Länder geregelt. So formuliert etwa das Bayerische Schulgesetz in den Artikeln 74 bis 77 mit Wirkung v. 1. Januar 2017:
Die gemeinsame Erziehungsaufgabe, die Schule und Erziehungsberechtigte zu erfüllen haben, erfordert eine von gegenseitigem Vertrauen getragene Zusammenarbeit. In einem schulspezifischen Konzept zur Erziehungspartnerschaft zwischen Schule und Erziehungsberechtigten erarbeitet die Schule die Ausgestaltung der Zusammenarbeit.(BayEUG, Art. 74)
Zu den speziellen Pflichten der Erziehungsberechtigten heißt es dort:
Die Erziehungsberechtigten sind verpflichtet, auf die gewissenhafte Erfüllung der schulischen Pflichten einschließlich der Verpflichtung nach Art. 56 Abs. 4 Satz 4 und der von der Schule gestellten Anforderungen durch die Schülerinnen und Schüler zu achten und die Erziehungsarbeit der Schule zu unterstützen.  Die Erziehungsberechtigten müssen insbesondere dafür sorgen, dass minderjährige Schulpflichtige am Unterricht regelmäßig teilnehmen und die sonstigen verbindlichen Schulveranstaltungen besuchen. (BayEUG, Art. 76)
Bei einvernehmlich nicht lösbaren Konfliktsituationen haben Erziehungsberechtigte nicht das Recht zu eigenmächtigen Entscheidungen, etwa der Verweigerung der Teilnahme am Schwimmunterricht. Es steht ihnen lediglich der Weg zu einer Dienstaufsichtsbeschwerde offen, die eine besondere Form der in Art. 17 GG vorgesehenen Petition darstellt. Diese ist als  sogenannter formloser Rechtsbehelf an den Disziplinarvorgesetzten des Amtsträgers oder an die Dienstaufsichtsbehörde zu richten. Im Extremfall klären Gerichte die Gültigkeit dieser neben der Bundesrepublik Deutschland auch für Österreich und die Schweiz geltenden, aber von einzelnen Eltern teilweise hartnäckig umstrittenen Vorschriften. So bestätigte etwa am 10. Januar 2017 der Europäische Gerichtshof für Menschenrechte in Straßburg das 2012 vom Bundesgericht der Schweiz gefällte Urteil zur Rechtmäßigkeit der Sanktionierung der Eltern wegen Verweigerung der Teilnahme der eigenen Kinder am Schwimmunterricht.